# حماط الكمثرى
حِمَاط الكمثرى أو حِمَاط الإجاص المُدَخَّن (الاسم العلمي: Psylla pyri)، بقة حقيقية من فصيلة الحماطيات. نشأت في أوروبا وآسيا، وانتشر إلى أمريكا الشمالية. يركب شجرة الإجاص فيؤذيها، تمتص نسغها، وتضر أوراقها وزهورها وفاكهتها وتقلص المحصول.